# كارلوس رييس (لاعب كرة قاعدة)
كارلوس رييس (بالإنجليزية: Carlos Reyes) هو لاعب كرة قاعدة أمريكي، ولد في 4 أبريل 1969 في ميامي في الولايات المتحدة.

## وصلات خارجية
- كارلوس رييس على موقعبيزبول رفرنس.كوم (الدوري الرئيسي) (الإنجليزية)
- كارلوس رييس على موقعبيزبول رفرنس.كوم (الدوري الثانوي) (الإنجليزية)